# Johannes Baptista Bergmans
Johannes Baptista Bergmans ( 1892 - 1980 ) fue un botánico alemán-neerlandés, que realizó abundantes identificaciones y clasificaciones de al menos 57 nuevas especies, las que publicaba habitualmente en : Vaste Pl. Rotsheest., Baileya.

## Algunas publicaciones
- 1939. Vaste Planten & Rotsheesters. Ed. Tegelen, Faassen-hekkens. 2ª ed. 978 pp.
- La abreviatura «Bergmans» se emplea para indicar a Johannes Baptista Bergmans como autoridad en la descripción y clasificación científica de los vegetales.[3]